# Hillview-Adeytown
Hillview-Adeytown is een voormalig local service district en voormalige designated place op het eiland Newfoundland in de Canadese provincie Newfoundland en Labrador. Hillview-Adeytown bestond van 1999 tot de opheffing in 2008.

## Geschiedenis

### Oprichting en bevolkingsevolutie
In 1999 besloot de bevolking van Hillview en Adeytown, twee in elkaars nabijheid gelegen gemeentevrije plaatsen aan de oostkust van Newfoundland, om zich te verenigen in een local service district (LSD). Hillview was reeds sinds 1994 een opzichzelfstaand LSD, terwijl Adeytown tot dan toe nog geen enkele vorm van lokaal bestuur had. Het LSD kreeg de naam Hillview-Adeytown en werd tegelijk voor statistische redenen een designated place (DPL).
De Canadese volkstelling van 2001 stelde vast dat Hillview-Adeytown een bevolkingsomvang van 360 had. In 2006 woonden er nog 307 mensen, wat neerkomt op een daling van bijna 15% in vijf jaar tijd.

### Opheffing
Op 20 juni 2008 werd het LSD Hillview-Adeytown opgeheven in het kader van de creatie van een groter local service district. De ten oosten van Hillview gelegen plaatsen Hatchet Cove en St. Jones Within sloten zich vanaf die datum aan bij Hillview en Adeytown om alzo het nieuwe LSD Hillview-Adeytown-Hatchet Cove-St. Jones Within te vormen.
Met het oog op de volkstelling van 2011 schrapte Statistics Canada tegelijk ook de designated place Hillview-Adeytown. Het federaal agentschap voegde deze eveneens toe aan een nieuwe DPL genaamd Hillview-Adeytown-Hatchet Cove-St. Jones Within.

## Geografie
De grootste plaats van Hillview-Adeytown was het aan Southwest Arm gelegen Hillview. Zo'n 3,5 km ten noorden van Hillview ligt Adeytown, een kleiner dorp gelegen aan Northwest Arm. Beide plaatsen zijn met elkaar verbonden via provinciale route 1, een onderdeel van de Trans-Canada Highway.